# Museu de Cotlliure
El Museu d'Art Modern de Cotlliure (també conegut com a Fundació Peské) va ser fundat l'any 1930 pel pintor Jean Peské. La iniciativa va ser incitada per l'atracció que aquest pintor d'origen russopolonès sentia per la vila costanera.
El 1930 va convèncer la municipalitat de l'època i va poder finalment obrir una sala de l'ajuntament de la ciutat que reagrupava teles, dibuixos i litografies que havia demanat als seus amics artistes (Louis Valtat, Georges d'Espagnat, Yves Brayer…) fins a un total de 190 obres.

## Història
Als anys 1960, deu anys després de la mort de Jean Peské i acabada la rehabilitació de l'ajuntament, les obres es van deixar d'exposar. A principis dels anys 80, l'associació Amics dels Museus pressionà a la municipalitat per reobrir el museu. Per a la nova seu, la ciutat comprà la vila de l'antic Sénateur Gaston Pams (Villa Pams), aprofitant l'operació per salvar el tossal que porta el mateix nom i rehabilitar-lo com a parc públic.
Avui dia el museu ha desenvolupat àmpliament el seu fons en matèria d'art històric del segle XX i d'art contemporani, gràcies especialment a diverses donacions de les quals destaca la de l'artista valencià Balbino Giner.
L'edifici que alberga el museu ha estat remodelat per a permetre presentar les obres en un context museogràfic adient. Des del trasllat del museu a la Ville Pams es porta a terme una política d'exposicions temporals molt activa.

## Le prix Collioure
A principis dels anys 1990 es va crear Le prix Collioure (El premi Cotlliure). Aquest premi és atribuït cada dos anys per la ciutat, i reconeix els joves artistes europeus, posant a la seva disposició el taller del museu durant un any. En finalitzar aquest any, se celebra una gran exposició on l'artista exposa el seu treball i abans d'abandonar el taller dona una de les seves obres al museu, que passa a formar part del seu fons.

## La col·lecció

### Art històric del segle XX

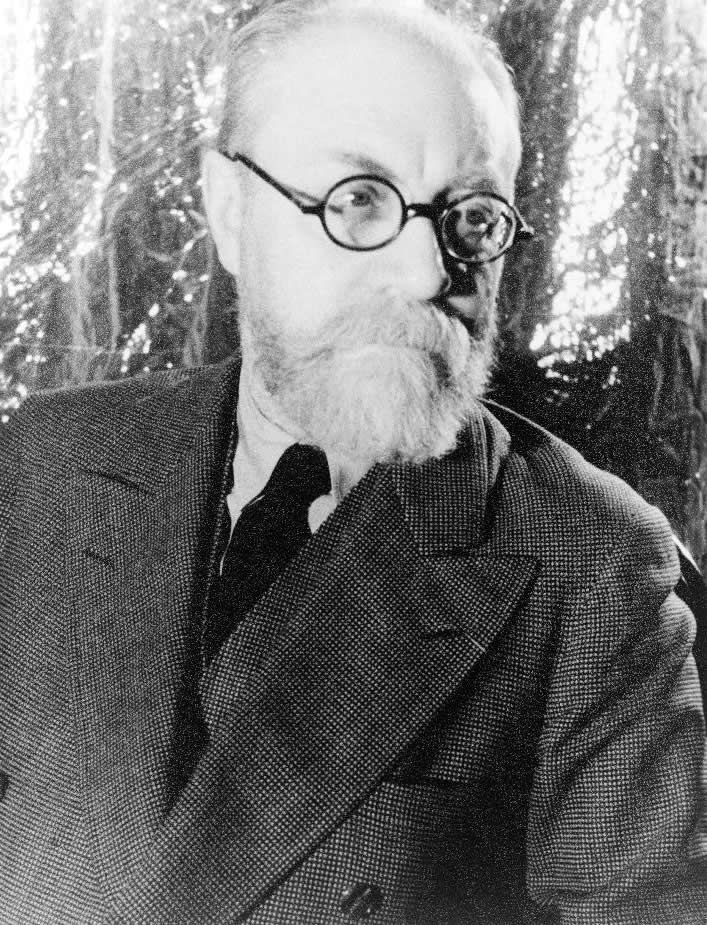
Foto d'Henri Matisse per Carl Van Vechten, 1933

- Yves Brayer Foto d'Henri Matisse per Carl Van Vechten, 1933
- Pierre Brune
- Charles Camoin
- Jean Cocteau
- Camille Descossy
- Georges d'Espagnat
- Balbino Giner
- Augustin Hanicotte
- Henri Marre
- Henri Martin
- Henri Matisse
- René Perrot
- Edouard Pignon
- Jean Peské
- Léopold Survage
- Louis Valtat
- Martin Vivès

### Art contemporani
- Sophie Benson
- Vincent Bioulès
- Bleda y Rosa
- Jacques Capdeville
- Jean Capdeville
- Mario Chichorro
- Brian Day-Parson
- Hervé Di Rosa
- Serge Fauchier
- Rafa Forteza
- Marc Fourquet
- Dominique Gaultier
- Tina Gillen
- Renée Lavaillante
- Joel Kermarrec
- Frédéric Khodja
- François Martin
- Carlos Pazos
- Anne-Marie Pêcheur
- Hélène Saule-sorbé
- Aurore Valade - Claude Viallat
- Jean-Louis Vila